# Deckrot
Le deckrot est un cépage de cuve de raisins noirs.

## Origine et répartition géographique
Le cépage est une obtention de Johannes Zimmermann dans l'institut Staatliches Weinbauinstitut à Fribourg-en-Brisgau. L'origine génétique est vérifiée : c'est un croisement des cépages pinot gris x teinturier du Cher réalisé en 1939. Le cépage est autorisé dans de nombreux Länder en Allemagne mais le cépage est peu multiplié. La superficie planté est de 28 hectares en 2001. Il a été remplacé par d’autres cépages précoces tel que le dornfelder ou le dunkelfelder.

## Caractères ampélographiques
- Extrémité du jeune rameau cotonneux blanc
- Feuilles adultes, à 5 lobes.

## Aptitudes culturales
La maturité est de première époque tardive : 5 – 6 jours après le chasselas.

## Potentiel technologique
Les grappes sont moyennes et les baies sont de taille petite. La grappe est compacte. Le cépage est de bonne vigueur et  d’une moyenne productivité. Le cépage est un teinturier.
Les vins rouges sont très colorés et très acidules utilisés pour intensifier la couleur d’autres cépages (portugais bleu, pinot noir).

## Synonymes
Le deckrot est connu sous le sigle FR.119-39 